# Shelter Island
|  | Per a altres significats, vegeu «Shelter Island Heights». |

Shelter Island és una concentració de població designada pel cens del Comtat de Suffolk (Nova York) als Estats Units d'Amèrica.

## Demografia
Segons el cens dels Estats Units del 2000 Shelter Island tenia 1.234 habitants., 531 habitatges, i 349 famílies. La densitat de població era de 72,9 habitants per km².
Dels 531 habitatges en un 23,7% hi vivien nens de menys de 18 anys, en un 53,9% hi vivien parelles casades, en un 8,5% dones solteres, i en un 34,1% no eren unitats familiars. En el 27,9% dels habitatges hi vivien persones soles el 15,3% de les quals corresponia a persones de 65 anys o més que vivien soles. El nombre mitjà de persones vivint en cada habitatge era de 2,32 i el nombre mitjà de persones que vivien en cada família era de 2,86.
Per edats la població es repartia de la següent manera: un 20,7% tenia menys de 18 anys, un 4,6% entre 18 i 24, un 24,9% entre 25 i 44, un 26,8% de 45 a 60 i un 22,9% 65 anys o més.
L'edat mediana era de 45 anys. Per cada 100 dones de 18 o més anys hi havia 94 homes.
La renda mediana per habitatge era de 43.625 $ i la renda mediana per família de 55.764 $. Els homes tenien una renda mediana de 40.493 $ mentre que les dones 34.688 $. La renda per capita de la població era de 27.202 $. Entorn del 4,9% de les famílies i el 9% de la població estaven per davall del llindar de pobresa.